# Lago di Pietra Rossa
Il Lago di Pietra Rossa (Lac de pierre rouge in francese - 2.599 m s.l.m.) è un bacino lacustre della Valle d'Aosta.

## Caratteristiche

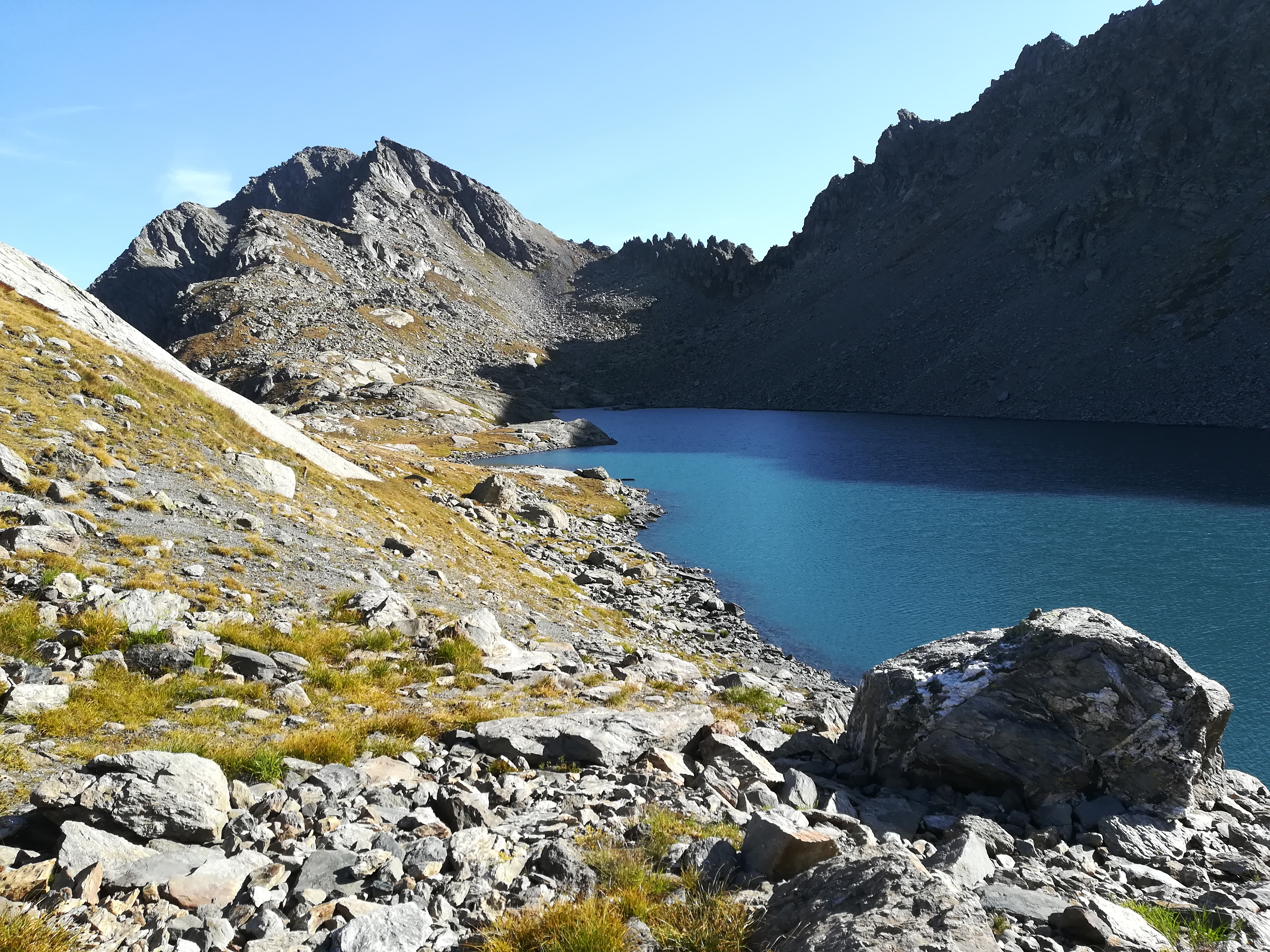
Il lago incastonato tra pareti rocciose. Sullo sfondo la Becca Pouegnenta ed il col d'Ameran.

È un lago glaciale che si trova nella parte alta del vallone d'Arpy all'interno del territorio comunale di Morgex.
Si presenta quasi come un lago sospeso in quanto un importante salto roccioso lo separa dalla valle sottostante. Ha una forma allungata con disposizione nord-est e sud-ovest. Verso sud-ovest il vallone dove è collocato il lago conduce al col Colmet (2.837 m) mentre verso nord-est si raggiunge il col d'Ameran (2.670 m).
Dal lago si gode di un'ampia visuale sul vallone sottostante, sul lago d'Arpy e sul massiccio del Monte Bianco.

## Accesso
Il lago è raggiungibile partendo dal colle San Carlo. Dal colle per comodo sentiero ed inoltrandosi nel vallone si raggiunge dapprima il lago d'Arpy; poi superando due salti rocciosi si perviene al lago. Il secondo salto roccioso può anche essere superato tramite una via ferrata.